# Condado de Obion
El condado de Obion (en inglés: Obion County, Tennessee), fundado en 1823, es uno de los 95 condados del estado estadounidense de Tennessee. En el año 2000 tenía una población de 32.450 habitantes con una densidad poblacional de 23 personas por km². La sede del condado es Union City.

## Historia
Tras los Terremotos de Nueva Madrid de 1811 y 1812, el río Misisipi cambió de curso, alterando los límites interestatales. El estado de Tennessee impugnó la inclusión del Kentucky Bend en el condado de Fulton (Kentucky), alegando que era legalmente parte del condado de Obion, hasta al menos 1848, pero Tennessee finalmente desistió de su reclamación.

## Geografía
Según la Oficina del Censo, el condado tiene un área total de 1438 km² (555,2 mi²), de la cual 1411 km² (544,8 mi²) es tierra y 27 km² (10,4 mi²) es agua.

### Condados adyacentes
- Condado de Fulton norte
- Condado de Weakley este
- Condado de Gibson sureste
- Condado de Dyer suroeste
- Condado de Lake oeste

## Demografía
En el 2000 la renta per cápita promedia del condado era de $32,764, y el ingreso promedio para una familia era de $40,533. El ingreso per cápita para el condado era de $17,409. En 2000 los hombres tenían un ingreso per cápita de $32,963 contra $20,032 para las mujeres. Alrededor del 13.30% de la población estaba bajo el umbral de pobreza nacional.

## Lugares

### Ciudades y pueblos
- Hornbeak
- Obion
- Rives
- Samburg
- South Fulton
- Troy
- Union City
- Woodland Mills
- Kenton